# Provincia Kırıkkale
Provincia Kırıkkale este o provincie a Turciei cu o suprafață de 4,365 km², localizată în partea centrală a țării.

## Districte
Adana este divizată în 9 districte (capitala districtului este subliniată): 
- Bahșılı
- Balıșeyh
- Çelebi
- Delice
- Karakeçili
- Keskin
- Kırıkkale
- Sulakyurt
- Yahșihan